# Zoltán Kovács
Zoltán Kovács (ur. 2 stycznia 1964 w Budapeszcie) – węgierski strzelec sportowy, brązowy medalista olimpijski z Seulu.
Zawody w 1988 były jego jedynymi igrzyskami olimpijskimi. Medal zdobył w konkurencji pistoletu szybkostrzelnego na dystansie 25 metrów. 